# Hubert Hammerer
Hubert Hammerer (10 settembre 1925 – Vorarlberg, 24 marzo 2017) è stato un tiratore a segno austriaco.

## Palmarès

### Olimpiadi
- 1 medaglia:
  - 1 oro (Roma 1960 nel fucile libero 300 metri tre posizioni)